# Știnăpari, Caraș-Severin
Știnăpari este un sat în comuna Cărbunari din județul Caraș-Severin, Banat, România.